# Melanotus (grzyby)
Melanotus Pat. (ciżmóweczka) – rodzaj grzybów z rodziny pierścieniakowatych (Strophariaceae).

## Systematyka i nazewnictwo
Pozycja w klasyfikacji według Index Fungorum: Strophariaceae, Agaricales, Agaricomycetidae, Agaricomycetes, Agaricomycotina, Basidiomycota, Fungi.
Polską nazwę nadał Władysław Wojewoda w 2003 r.
Niektóre gatunki:
- Melanotus brevisporus Singer 1977
- Melanotus cassiicolor (Berk.) Singer 1952
- Melanotus communis E. Horak 1977
- Melanotus decapitatus Singer 1989
- Melanotus distinctus E. Horak 1977
- Melanotus dumontii Singer 1989
- Melanotus gelineus Pegler 1977
- Melanotus haematites (Berk. & M.A. Curtis) Singer 1946
- Melanotus heteroloma Singer 1989
- Melanotus horizontalis (Bull.) P.D. Orton 1984
- Melanotus macrosporus Natarajan & Raman 1983
- Melanotus matrisdei Singer 1989
- Melanotus patagonicus Singer 1969
- Melanotus pecten (Berk. & M.A. Curtis) Singer 1989
- Melanotus phaeophyllus (Berk.) Pilát 1950
- Melanotus poliocephalus Singer 1977
- Melanotus polylepidis Singer 1973
- Melanotus protractus E. Horak 1977
- Melanotus subvariabilis (Speg.) Singer 1951

Nazwy naukowe na podstawie Index Fungorum, uwzględniono tylko gatunki zweryfikowane.